# Задача Больца
Задача Бо́льца (традиционно; корректнее задача Бо́льцы) — задача теории оптимального управления вида:
{\displaystyle {\dot {x}}(t)=f(t,x(t),u(t)),t_{0}\leq t\leq T,x(t_{0})=x_{0}}
{\displaystyle J(u)=\int \limits _{t_{0}}^{T}F(t,x(t),u(t))dt+\varphi (x(t_{0}),x(T))\to \inf },
в которой требуется минимизировать функционал {\displaystyle J(u)} смешанного типа. Задача легко сводится к задаче Майера, что позволяет для решения задачи воспользоваться теоремой о необходимых условиях оптимальности.
Сформулирована в 1913 году Оскаром Больцей.